# Clytoctantes
Clytoctantes é um género de ave da família Thamnophilidae.
Este género contém as seguintes espécies:
- Clytoctantes alixii
- Clytoctantes atrogularis